# Grewia piscatorum
Grewia piscatorum är en malvaväxtart som beskrevs av Henry Fletcher Hance. Grewia piscatorum ingår i släktet Grewia och familjen malvaväxter. Inga underarter finns listade i Catalogue of Life.